# Postplatyptilia palmeri
Postplatyptilia palmeri là một loài bướm đêm thuộc họ Pterophoridae. Nó được tìm thấy ở México.
Sải cánh dài khoảng 14 mm. Con trưởng thành bay vào tháng 12.